# Juan Pablo Garcia
Juan Pablo Garcia Samano (* 4. Oktober 1987 in Mexiko-Stadt) ist ein ehemaliger mexikanischer Automobilrennfahrer. Er nahm von 2009 bis 2014 an der Indy Lights teil.

## Karriere
Nachdem Garcia seine Motorsportkarriere im Kartsport begonnen hatte, wechselte er 2006 in den Formelsport und wurde Zwölfter in der amerikanischen Formel Renault. Im anschließenden Winter gab Garcia gleich sein Debüt in der A1GP. Für das mexikanische Team nahm er an zwei Rennen der Saison 2006/2007 teil. Danach startete er 2007 in der nationalen Klasse der britischen Formel-3-Meisterschaft für Fluid Motorsport. Die Saison schloss er auf dem siebten Platz der nationalen Klasse ab. 2008 trat Garcia im Formel Renault 2.0 Eurocup, in dem er ohne Punkte blieb, und in der nordeuropäischen Formel Renault, in der er 16. wurde, an.
2009 fand Garcia kein Cockpit für eine vollständige Saison und er trat für HVM Racing nur zu einem Rennen der Indy Lights an. Er beendete das Rennen auf dem 18. Platz und belegte den 31. Gesamtrang. 2010 nahm Garcia für Michael Crawford Motorsports an zwei Indy-Lights-Rennen teil. Mit einem sechsten Platz als bestes Resultat schloss er die Saison auf dem 20. Gesamtrang ab. 2011 nahm Garcia für Jensen MotorSport an den ersten vier Indy-Lights-Rennen teil. Am Saisonende lag er erneut auf dem 20. Platz der Fahrerwertung. 2012 ging Garcia in der Indy Lights für den neuen Rennstall Jeffrey Mark Motorsport, der mit Bryan Herta Autosport kooperiert, an den Start. Garcia schloss die Saison mit zwei siebten Plätzen als beste Resultate auf dem neunten Rang ab.
2013 wechselte Garcia innerhalb der Indy Lights zum Team Moore Racing. Garcia erzielte einen vierten Platz als bestes Resultat. Zwei Rennen vor Saisonende wechselte er zu Belardi Auto Racing. Als schlechtester Vollzeitpilot beendete er die Saison auf dem achten Gesamtrang. 2014 erhielt er ein Indy-Lights-Cockpit bei Schmidt Peterson Motorsports, dem Meisterteam des Vorjahres. Garcia erreichte zwei vierte Plätze als beste Resultate und wurde als drittbester Fahrer seines Rennstalls Sechster im Gesamtklassement. Er unterlag intern Jack Harvey und Luiz Razia, schloss die Saison aber eine Position vor Juan Piedrahita ab.

## Statistik

### Karrierestationen
| - 2006: Formel Renault 1.6 Panam GP Series (Platz 12) - 2007: A1GP - 2007: Britische Formel 3, national (Platz 7) | - 2008: Formel Renault 2.0 Eurocup - 2008: Nordeuropäische Formel Renault (Platz 16) - 2009: Indy Lights (Platz 31) - 2010: Indy Lights (Platz 20) | - 2011: Indy Lights (Platz 20) - 2012: Indy Lights (Platz 9) - 2013: Indy Lights (Platz 8) - 2014: Indy Lights (Platz 6) |